# Xian de Ganyu
Le xian de Ganyu (赣榆县 ; pinyin : Gànyú Xiàn) est un district administratif de la province du Jiangsu en Chine. Il est placé sous la juridiction de la ville-préfecture de Lianyungang.

## Démographie
La population du district était de 1 036 620 habitants en 1999.